# Андрусовка (Харьковская область)
Андру́совка (укр. Андрусівка), село, 
Шляховский сельский совет,
Коломакский район,
Харьковская область.
Код КОАТУУ — 6323281202. Население по переписи 2001 года составляет 44 (19/25 м/ж) человека.

## Географическое положение
Село Андрусовка находится на пересечении автомобильных дорог E 40 (М-03) и Т-2117.
К селу примыкает село Бондаревка.
По селу протекает пересыхающий ручей с запрудой.

## Происхождение названия
В некоторых документах село называют Андрусевка.
На территории Украины 2 населённых пункта с названием Андрусовка.

## История
- 1775 — дата основания.

## Экономика
- Молочно-товарная ферма.
- ООО «Укрпромлес».
- ООО «Первомайское».